# Мезозойская перестройка морских экосистем

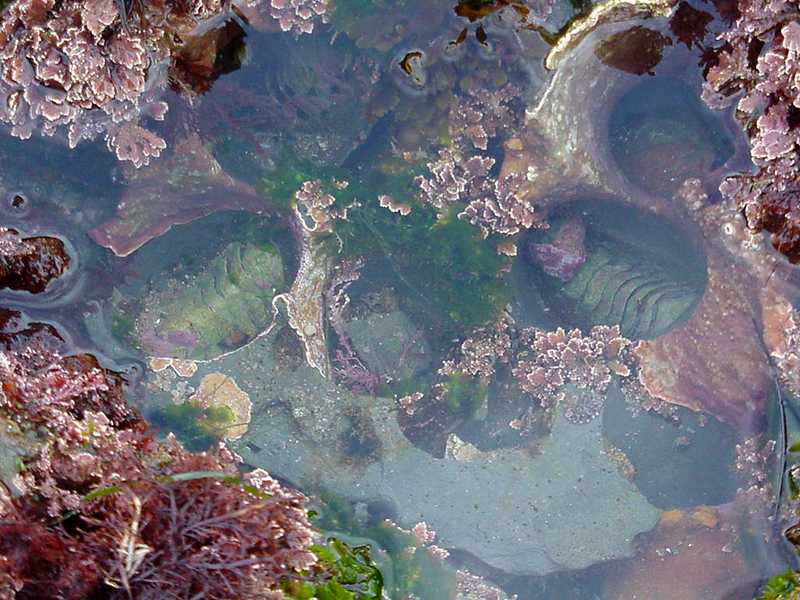
Морские водоросли и два панцирных моллюска в озерце, оставшемся на берегу после прилива

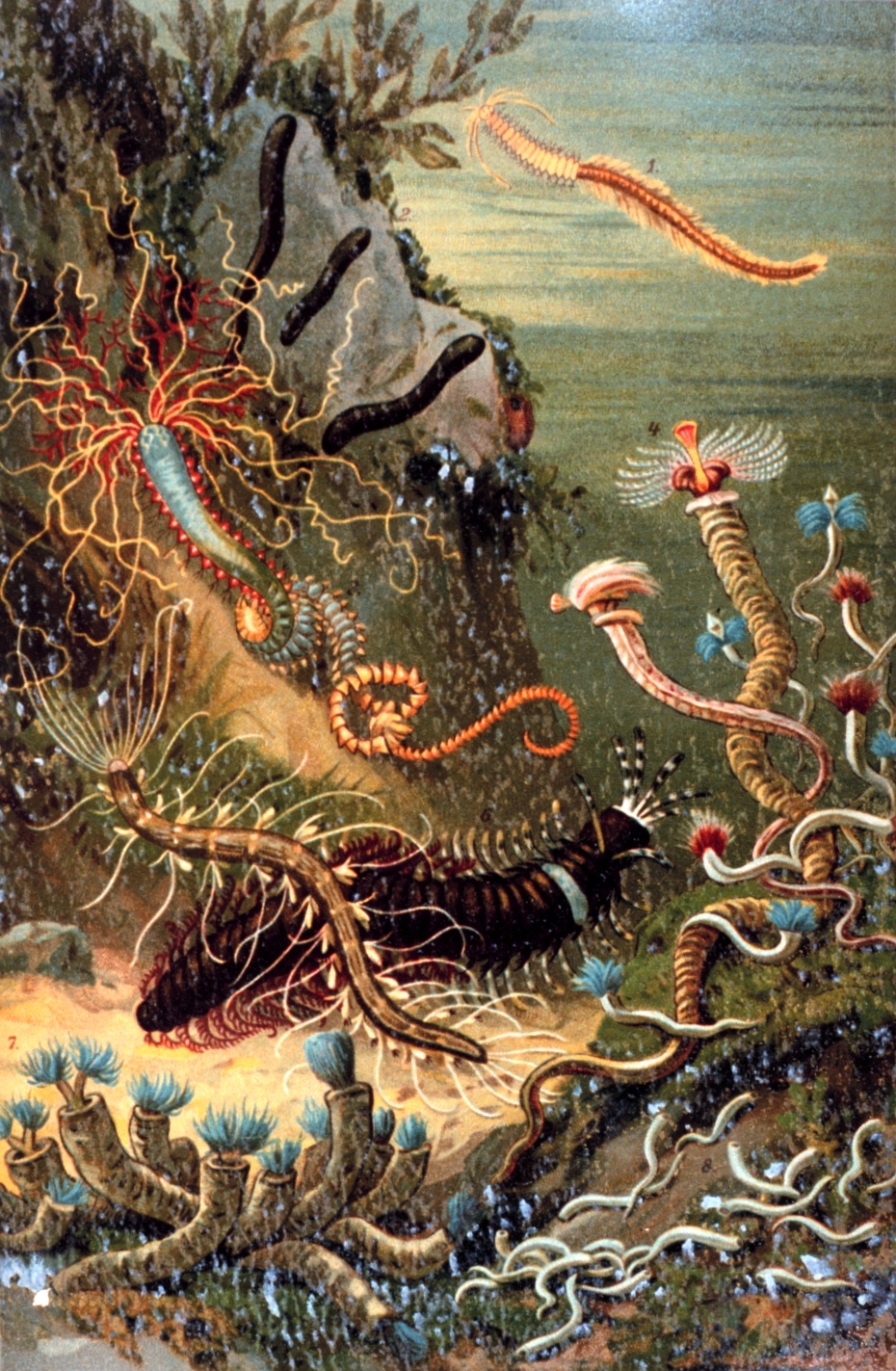
«Разнообразие морских червей»: иллюстрация из книги «Море» («Das Meer») Маттиаса Шлейдена (1804—1881).

Мезозойская перестройка морских экосистем (англ. Mesozoic Marine Revolution, MMR) — произошедшая в мезозое быстрая адаптация бентосных организмов к появлению животных, способных раскалывать твёрдые панцири и раковины и к увеличению числа хищников. Автором термина является голландский палеонтолог Герат Й. Вермей, в свою очередь опиравшийся на работы Стивена М. Стэнли. Изначально термин «мезозойская перестройка морских экосистем» относили только к позднему мелу (145 — 66 миллионов лет назад), но более современные исследования отодвинули начало этой перестройки в норийский век (поздний триас). Это важная промежуточная ступень между палеозойскими и кайнозойскими фаунами.
Вызванной появлением новых хищников мезозойской перестройке морских экосистем предшествовала ещё одна аналогичная, имевшая место в конце ордовика.
Определённые адаптации к умению хищников раскалывать панцири и раковины имели место и в палеозое, так, подобные адаптации можно увидеть у морских лилий того времени.

## Причины

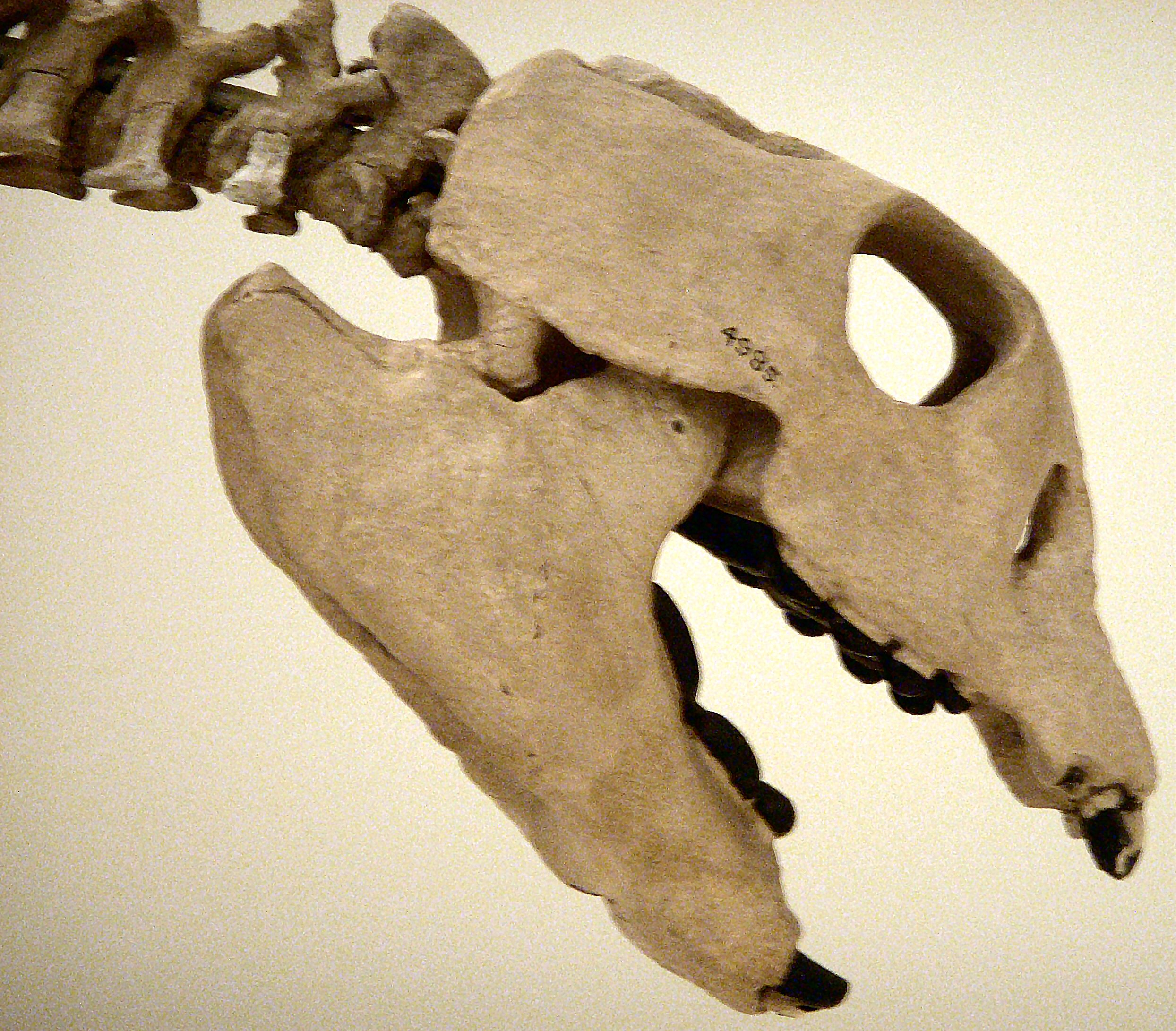
Череп среднетриасового плакодонта Placodus gigas, на котором видны крупные уплощённые зубы, позволявшие ему раскалывать панцири и раковины своей добычи

Мезозойская перестройка морских экосистем была вызвана тем, что у целого ряда морских хищников появились адаптации, позволявшие им питаться живущими в прочных раковинах и панцирях беспозвоночными; своего пика она достигла в позднем мелу. Столкнувшись с новой угрозой, морские беспозвоночные вынуждены были адаптироваться, иначе они бы вымерли. Последствия этих происходивших в мезозое процессов можно наблюдать и сегодня на примере многих морских беспозвоночных. Среди представлявших для них угрозу хищников можно выделить: плакодонтов, ихтиозавров, плезиозавров (триас), плиозавров (юра), мозазавров (поздний мел), а также некоторых меловых акул.
Также существует мнение, что распад Пангеи, происходивший с поздней юры, способствовал объединению ранее изолированных морских сообществ и вынудил населявших их животных адаптироваться к новым условиям. Вызванное повышением уровня моря расширение шельфовых зон, равно как и потепление климата, привело к бурной эволюции и адаптивной радиации морских организмов.
В качестве одного из примеров можно указать на эволюцию раков-отшельников. Они используют пустые раковины улиток в качестве защиты, причём защиты именно от питающихся панцирными животными позвоночных хищников.

## Результаты
Основным результатом мезозойской перестройки морских экосистем было снижение численности характерных для палеозоя сидячих донных животных (то есть прикреплённых к поверхности дна или лежащих на ней, таких как двустворчатки или плеченогие) и переход многих беспозвоночных к роющему или планктонному образу жизни. Малоподвижные животные, вроде плеченогих, особенно такие, кто не мог повторно прикрепиться к субстрату, оказавшись от него оторванным, стали лёгкой добычей для вновь появившихся хищников, в то время как способные прятаться в норах и щелях, а также умеющие быстро плавать, получили эволюционное преимущество.
В результате в этот период наблюдаются три основные тенденции: 1) снижение численности сидячих беспозвоночных-фильтраторов, обитающих на поверхности морского дна; 2) возрастание численности беспозвоночных, зарывающихся в грунт; 3) стабильность численности подвижных — ползающих и умеющих прятаться — обитателей морского дна, его поверхности.
Основными жертвами мезозойской перестройки морских экосистем можно считать: сидячих морских лилий, медленно ползающих улиток, плеченогих и не умеющих зарываться в грунт двустворчаток.

## Таксоны, на которых сказалась перестройка

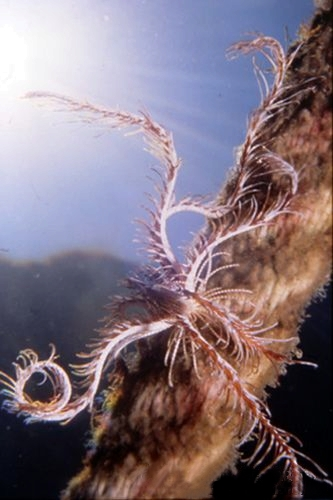
Взрослая особь бесстебельной морской лилии с рудиментарным стеблем, что позволяет им ползать, в том числе активно уползать от хищников

### Брюхоногие
Бентосные брюхоногие стали объектом активной охоты со стороны появившихся в мезозое хищников; улитки с непрочными раковинами были, в конце концов, вытеснены в изолированные и меньше доступные хищникам места обитания. Возникшие в палеозое архаичные формы последовательно заменялись более новыми. Улитки с недостаточно прочными раковинами вымирали. У выживших с течением времени на раковинах появлялись рёбра прочности.
Другая выжившая группа — иглянки — развила способность к хищничеству, эти животные стали сверлить отверстия в раковинах других беспозвоночных и поедать их мягкие тела. Просверленные иглянками отверстия появляются на раковинах сидячих морских беспозвоночных именно в мезозое.

### Морские лилии
Морские лилии сильно пострадали из-за мезозойской перестройки морских экосистем. Многие формы морских лилий вымерли именно в это время. Прикреплённый образ жизни делал их лёгкой добычей для появившихся начиная с триаса морских хищников, способных раскалывать панцири и раковины. Выжившие виды (в частности, бесстебельчатые) приобрели способность плавать и/или ползать, стали ночными животными или научились отбрасывать схваченные хищником щупальца.
То, что современные морские лилии обитают только на глубине от 200 м, позволяет предположить, что они не могли выживать на захваченных хищниками мелководьях и поэтому сохранились только в более глубоких водах.

### Плеченогие
Плеченогие были доминировавшими бентосными организмами в течение всего палеозоя, но в мезозое серьёзно пострадали. Их прикреплённый образ жизни делал их лёгкой добычей для появившихся хищников. Неспособность плеченогих повторно прикрепиться к субстрату, если хищник смог оторвать животное, но не смог расколоть его раковину, дополнительно уменьшала их шансы на выживание. В отличие от двустворчаток, плеченогие (кроме лингулят) не смогли научиться зарываться в грунт и поэтому оставались уязвимыми в течение всего мезозоя.

### Двустворчатые
Двустворчатые моллюски адаптировались к изменениям быстрее плеченогих. Большинство двустворчаток научилось закапываться в грунт, высовывая над поверхностью только свои сифоны — чтобы и дышать и питаться (за счёт фильтрации), но при этом оставаться в безопасности. Другие, например известные с раннего мела пектены, уменьшили размеры своих створок и благодаря этому стали способны «прыгать» по дну, спасаясь от хищников.
Как и плеченогие, те двустворчатки, которые жили на поверхности дна, столкнулись с сильным давлением со стороны хищников. Эти животные (такие как мидии и устрицы) умели прочно прикрепляться к субстрату, что защищало их от некрупных хищников. Жившие на поверхности морского дна двустворчатки подвергались сильному давлению со стороны хищников до норийского века (поздний триас), однако после этого времени темпы их вымирания снизились.

### Морские ежи
Морские ежи пострадали меньше всех остальных (в первую очередь потому, что научились зарываться в грунт), однако оставшиеся от них окаменевшие полупереваренные остатки показывают, что некоторые виды неправильных морских ежей часто становились добычей хищников. Морские ежи эволюционировали, заняв в том числе и ниши хищников; возможно, к позднему мелу они научились питаться кораллами.
Также считается, что неправильные морские ежи способствовали упадку морских лилий.[прояснить]